# Хмеленский, Йозеф Красослав
Йозеф Красослав Хмеленский (чеш. Josef Krasoslav Chmelenský, род. 7 августа 1800 г. Баворов — ум. 2 января 1839 г. Прага) — чешский поэт, либреттист
, литературный критик и просветитель.

## Жизнь и творчество
Й. К. Хмеленский родился в семье кантора и получил музыкальное образование, что оказало влияние на всё его последующее и литературное творчество. После окончания гимназии Хмеленский изучает в Праге философию и затем, с 1828 по 1837 год, и с 1838-го служит при Государственном суде.
Й. К. Хмеленский был последователем Йозефа Юнгмана и близким другом Ф. Л. Челаковского. Своё призвание он видел в работе литературного, музыкального и театрального критика и рецензента; Хмеленский сочиняет музыку и стихи к песням для хора, среди них и такие, которые впоследствии стали народными песнями. Особенно успешным он был в создании оперных либретто: поэт переводит на чешский язык «Волшебную флейту» Вольфганга Амадея Моцарта, пишет либретто к операм Франтишека Шкроупа Der Drahtbinder, Oldrich und Božena и Libussas Hochzeit.
Й. К. Хмеленский был первым переводчиком великого польского поэта Адама Мицкевича на чешский язык.